# ننه لالا و فرزندانش
ننه لالا و فرزندانش فیلمی به کارگردانی و نویسندگی کامبوزیا پرتوی محصول سال ۱۳۷۵ است.

## خلاصهٔ داستان
علی پسر ننه لالا یک سالی است که برای کارگری به ژاپن رفته، اما بیشتر از شش ماه است که از او خبری نیست. حالا همه اهل محل، به خصوص بچه ها می دانند که ننه لالا چقدر بی تاب است و آرزوئی جز یافتن خبری از پسرش ندارد. در یک بعدازظهر گرم آفتابی، که همه بزرگترها برای مراسم تدفین یکی از اهالی محل به گورستان رفته اند، ناگهان تلفن منزل امیر پسرک ده دوازده ساله زنگ می زند. در آن سوی سیم علی است و می خواهد با مادرش حرف بزند. او می گوید یک ساعت دیگر مجدداً تلفن می کند و از امیر می خواهد در این فاصله، مادرش را پای تلفن بیاورد.

## بازیگران
- ماه تاج متین
- ناصر شاگردی
- نصراله اطمینان
- قاسم نوری کرمانشاهی
- خلیل اخوانیان
- مریم شیرازی
- امیر ملکی زاده
- علی عارف زاده
- آذین جلالی
- کسری پرتوی
- امید کیهانی
- مهرداد حلاجیان
- علیرضا رازانی
- هنگامه حسین‌زاده
- نوید حسین‌زاده
- حسین سوقی
- حمید شیخی
- مهرداد سلطانیان
- نگار یعقوبی
- حسین لشگری
- محسن قاری زاده
- امیر غره شیران
- روح اله آقانبی